# I конференция советов рабочих и солдатских депутатов Донбасса
I конференция Советов Донбасса — событие, происходившее в Бахмуте 15-17 марта 1917 года.

## История
15 марта в уездном городе Екатеринославской губернии городе Бахмуте была открыта конференция 48 Советов Донбасса,132 делегата представляли 187 тысяч рабочих и солдат . Председателем конференции был избран солдат Черепонцев. Целью конференции было объединить деятельность Советов,она постановила создать шесть районов : Лисичанский , Бахмутский, Горловский, Константиновско-Щербиновский, Юзовско-Енакиевский и Макеевский. Позднее сеть районов покрыла весь Донбасс.
В течение марта апреля прошли конференции и съезды советов Луганского, Макеевского, Горловско-Щербиновского, Гришинского, Должанского и других районов. На них как правило избирались районные советы и исполкомы.

## Конференция обсуждала следующие вопросы

### Текущий момент
Резолюция по текущему моменту, принятая конференцией, принципиально против войны, а фактически за оборону страны, как "Самой свободной в мире, которой угрожает создавшееся положение на фронте". Такая резолюция была принята большинством делегатов которые были членами партий меньшевиков и эсеров.

### Отношение к временным общественным комитетам
Решение по отношению к временным общественным комитетам, последних не только не распускать, а приглашать в исполкомы и советы на коалиционных началах, несмотря на то что  в центральном Донбассе и Краматорске общественные комитеты постановлением советов были  ликвидированы.

### Крестьянский вопрос
По крестьянскому вопросу конференция не заняла  никакой определенной, принципиальной позиции и ограничилась ссылкой на вышестоящую инстанцию, передав его на обсуждение Всероссийского совещания советов .

### Продовольственный вопрос
Резолюцию по продовольственному  вопросу указывает, что кризис снабжения рабочие могут преодолеть лишь своими силами, организуя кооперацию и борясь с преступной политикой органов власти, саботирующих регулярную доставку продуктов питания.

### Вопрос о штрафных капиталах
Вопрос о использовании штрафных капиталов предприятий конференция потребовала передачу их в распоряжение местных советов для удовлетворения  нужд рабочих и их семей.

### Организация в Бахмуте информационного бюро
Для реализации всех постановлений конференции и сбора сведений об организации и деятельности местных Советов было выбрано Информационное бюро из 5 человек во главе с Липшицом (партия Бунд) 

## Делегаты
- Каганович, Лазарь Моисеевич
- Есава, Александра Васильевна
- Есава, Анастасия Васильевна